# جهد دلتا

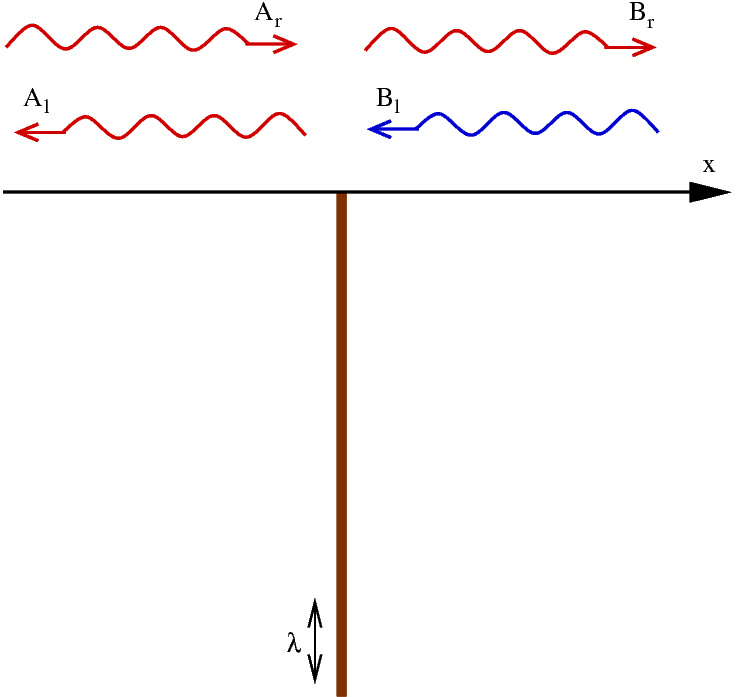
رسم توضيحي لبئر جهد دلتا.

في ميكانيكا الكم، فإن جهد دلتا (بالإنجليزية: Delta potential)‏ هو بئر جهد موصوف رياضيًا بواسطة دالة ديراك دلتا؛ دالة معممة. من الناحية النوعية، يتوافق مع احتمال يساوي صفرًا في كل مكان، باستثناء نقطة واحدة، حيث يأخذ قيمة غير محدودة. يمكن استخدام هذا لمحاكاة المواقف التي يكون فيها الجسيم حرًا في التحرك في منطقتين من الفضاء مع وجود حاجز بين المنطقتين. على سبيل المثال، يمكن للإلكترون أن يتحرك بحرية تقريبًا في مادة موصلة، ولكن إذا تم وضع سطحين موصلين قريبين من بعضهما البعض، فإن الواجهة بينهما تعمل كحاجز للإلكترون يمكن تقريبه بواسطة جهد دلتا.
إن بئر جهد دلتا هي حالة حدية لبئر الجهد المحدود، والتي يتم الحصول عليها إذا حافظ المرء على ناتج عرض البئر وثابت الجهد مع تقليل عرض البئر وزيادة الجهد.